# Konrad von Pont der Alte
Konrad von Pont der Alte (* 14. Jahrhundert; † nach 1404) war Schöffe und Bürgermeister der Reichsstadt Aachen.

## Leben
Konrad war ein Neffe des mehrfachen Bürgermeisters Johann von Pont († um 1386). Als Schöffe ist er 1384 zum ersten Mal urkundlich erwähnt. Um ihn von einem etwa zeitgleichen, etwas jüngeren Schöffen gleichen Namens zu unterscheiden, wird er in den Quellen auch „der Alte“ genannt. In den Jahren 1390/91, 1393/94 und 1401/02 war er Schöffenbürgermeister von Aachen, vermutlich auch 1397/98.
Im Jahr 1385 gehörte Konrad von Pont und sein Onkel Johann sowie die Schöffen Reinhard von Moirke, der Jüngere, Heinrich und Johann Bertolf sowie Arnold Volmer im Rahmen eines Einsatzes des Landfriedensbündnisses Maas-Rhein als Vertreter der Stadt zusammen mit den städtischen Truppen Aachens und Kölns sowie den Truppen des Erzbischofs von Kurköln Friedrich III. von Saarwerden und des Herzogs Wilhelm II. von Jülich und Geldern zu den Belagerern der Burg Reifferscheid. Sie warfen Johann V. von Reifferscheid zahlreiche Raubzüge in der näheren und weiteren Umgebung und Bruch des Landfriedens vor. Die Belagerung selbst blieb anfangs erfolglos und die Allianztruppen rückten nach drei Monaten unverrichteter Dinge wieder ab. Dennoch konnte das Landfriedensbündnis Johann V. von Reifferscheid zu einem achtjährigen Friedensvertrag verpflichten.
Konrad von Pont war mit Catharina Colyn, Tochter von Gottfried Colyn, verheiratet. Ihre Kinder hießen Dam, Coen, Willem und Katheryne. Von seinem Onkel Johann erbte Konrad um 1385 die Schurzelter Mühle in Laurensberg, die bereits seit mehreren Generationen im Familienbesitz war.